# Empire State Building
Empire State Building är en skyskrapa och kontorsbyggnad i korsningen Fifth Avenue och 34th West Street på Manhattan i New York. Den började uppföras 1929 och invigdes den 1 maj 1931. Byggnaden har 102 våningar och är 381 meter hög (449 meter inklusive tornspira och radiomast). Namnet kommer från smeknamnet på staten New York som kallas The Empire State.
Empire State Building var världens högsta byggnad i 39 år, tills World Trade Centers norra torn nådde sin maxhöjd utan antennen 1970. Sedan 11 september 2001, då World Trade Center förstördes i en terroristattack, blev Empire State Building återigen New Yorks högsta byggnad. Den 30 april 2012 nådde dock One World Trade Center samma höjd och blev högre efter det. Även bostadshusen 432 Park Avenue och 111 West 57th Street har blivit högre om man endast ser till takhöjd.
Empire State Building är USA:s fjärde högsta byggnad efter One World Trade Center, Willis Tower och 111 West 57th Street om man ser till totalhöjd med eventuella antenner/tornspiror.
Empire State Building har ett observationsdäck som är öppet för allmänheten och att uppleva dess utsikt över Manhattan och omgivande områden är populärt bland New York-besökare. Byggnaden ägs och förvaltas av W&H Properties. Åren 1994–2002 var Donald Trump 50-procentig ägare. Empire State Building har varit med i fler än hundra filmer, mest känd är King Kong (1933) där jätteapan klättrar upp på toppen av skyskrapan. Empire State Building finns med på den lista över den moderna världens sju underverk som American Society of Civil Engineers sammanställde 1994.

## Historia
Empire State Building konstruerades av William F. Lamb och hans arkitektkontor Shreve, Lamb, and Harmon, som skapade alla ritningar inom två veckor beroende på tidigare konstruktioner för Reynolds Building i Winston-Salem, North Carolina och Carew Tower i Cincinnati, Ohio.

### Byggtiden
Logistiken under byggnadens uppförande var noggrant genomtänkt. Inspirerad av Henry Fords utveckling av löpandebandprincipen blev den så omsatt att den fungerade vertikalt. I Pittsburgh producerades 50 000 stålbalkar med en noggrannhet på 3 mm. Dessa fraktades med fartyg och tåg till New York och vissa pelare var, efter åtta timmars transport, fortfarande varma. I byggnaden skapades ett komplext lodrätt järnvägssystem och med hjälp av en exakt tidsplan behövde inga leveransbilar eller byggnadsarbetare vänta.
Hela huset uppfördes under loppet av ett år och 45 dagar. Under vissa tider byggdes 14 våningar under loppet av tio dagar. I genomsnitt blev 4,5 våningar klara per vecka. Det är fyra gånger så snabbt som byggandet av nutida skyskrapor som Petronas Twin Towers i Kuala Lumpur och Taipei 101 i Taiwan. Mer än 3 400 arbetare, med en lön på 1,92 $ per timme, var anställda på bygget, precis 3 439 i augusti 1930 då produktiviteten var högst. Särskilt anmärkningsvärda är grupper av fyra personer som var anställda för nitning. Dessa bestod oftast av mohawker, som slog 800 nitar per dag och kastade på 300 meters höjd metalldelar över 40 meters avstånd, delar som fångades med trattformiga handskar. Arbetsdagen började klockan 3.30 på morgonen och slutade klockan 16.30 på eftermiddagen. Enligt olika berättelser dog fjorton arbetare vid bygget, men den officiella siffran är fem. Det 331 000 ton tunga huset bärs upp av 210 stål- eller betongpelare. I stålpelarnas tomma inre finns ofta elkablar eller rörsystem. För husets inomhusmiljö importerades en färgglad kalkstenssort från Tyskland. Foton av byggnadsarbetare som arbetade på stålkonstruktionen blev kända över hela världen och de används fortfarande i reklamsyfte. Den framstående fotografen Lewis Hine anställdes av byggherrarna och hans album om uppförandet av Empire State Buildings räknas även som en milstolpe i fotografins utveckling.
I byggnaden har använts diabas från Sverige

### Invigning
Den 1 maj 1931 blev byggnaden invigd av president Herbert Hoover, men flera kontor var fram till 1940-talet tomma. Vanligen hyrdes de undre delarna ut medan de övre våningarna bara var halvklara. Utsiktsplattformen, som årligen hade en miljon besökare, genererade tidvis mer inkomster än uthyrningen av övriga husdelar. Byggnaden blev känd som Empty State Building. Trots allt blev huset omtyckt av stadens invånare som ett tecken på att Den stora depressionen var över.
Det var ursprungligen tänkt att luftskepp skulle kunna förankras på 320 meters höjd. Det gjordes också ett försök att leverera tidningar med ett luftskepp, men försöket lyckade bara med stora svårigheter, då områdets uppvindar var för starka. Idag antas det att den tänkta luftskepphamnen på husets tak snarare var en public relation-aktion, som skulle visa att det var möjligt att tänka det omöjliga.
Idag är husets spets en sändarmast, som varje natt lyses upp i olika färger. Vanligen är färgen enkelt vit, men vid amerikanska helgdagar är den röd-vit-blå, under julen röd-grön, vid Halloween orange, vid alla hjärtans dag röd, vid Saint Patrick's Day grön, vid hemmamatcher av New York Yankees blå-vit och vid Christopher Street Day rosa. Månadens färger publiceras på byggnadens webbplats.

### En av världens högsta skyskrapor
Empire State Building är den skyskrapa som varit högst i världen under längst period, 1931–1970, i 39 år, tills World Trade Centers norra torn nådde sin slutliga takhöjd (topping out). Fram till 1931 var Chrysler Building världens högsta skyskrapa. Empire State Buildings tak ligger på 381 meters (1250 fots) höjd, och hela höjden är 448,7 meter (1472 fot). Den nästan 68 meter långa antennen tillkom först 1951. Fram till 1954 var huset även världens högst byggda föremål, men sedan övertogs rekordet av en sändningsmast. Fram till uppförandet av Ostankinotornet i Moskva var Empire State Building den högsta byggnaden utan spanntråd.

### Senare händelser
Den 28 juli 1945 kraschade ett obeväpnat bombflygplan av typen B-25 Mitchell, fluget av piloten William F Smith jr, in i våning 79/80 på den norra sidan av Empire State Building. Kollisionen, som dödade 14 människor, skedde i svår dimma. Skyskrapan började brinna, men branden kunde släckas efter omkring en timme och efter reparationer kunde byggnaden åter öppnas.
Efter att fem personer, inom loppet av tre veckor, hade tagit sina liv genom att hoppa från takets utsiktsplats, uppsattes 1947 ett tre meter högt stängsel kring utsiktsplattformen, vilket försämrade utsikten, men förebyggde framtida självmord.
Den 23 april 1997 sköt en man mot sju stycken turister, för att sedan skjuta sig själv till döds. Dock klarade sig sex av turisterna. Motivet antogs inte vara politiskt, utan sades bero på personliga problem.

### Empire State Building Run-Up
Varje år sedan 1978 genomförs en löpartävling där deltagarna springer från husets ingångshall till utsiktsplattformen. Den vertikala distansen är 320 meter (1050 fot) och tävlingen går över 1 576 trappsteg. Rekordet som ligger vid 9 minuter och 33 sekunder hölls sedan 2003 av den australiska professionella tävlingscyklisten Paul Crake. 2005–2010 vanns tävlingen av den tyske friidrottaren Thomas Dold. 

### I populärkultur
Som den ikoniska byggnad i New York Empire State Building är har den ofta figurerat i olika filmer, böcker och TV-program. Däribland i King Kong från 1933 där King Kong flyr upp till dess topp (liksom i nyinspelningen från 2005). Bland de hundratals filmer där byggnaden figurerar kan nämnas Det handlar om kärlek... (1939), Allt om kärlek (1957), Sömnlös i Seattle (1993) och Independence Day (1996).

## Bilder

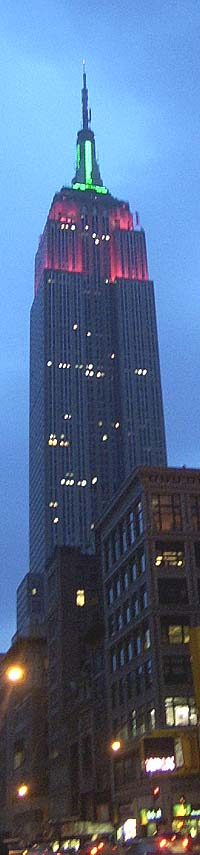
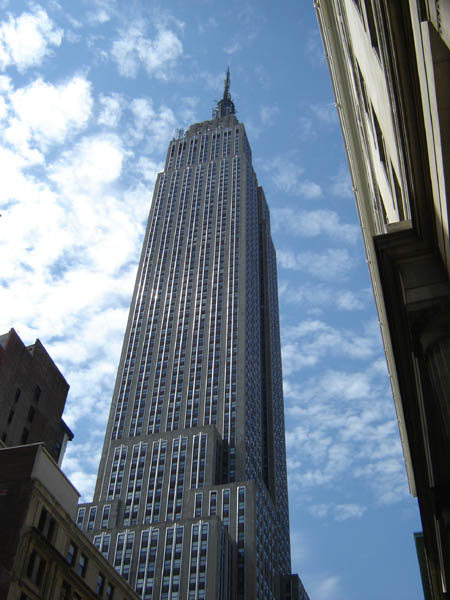
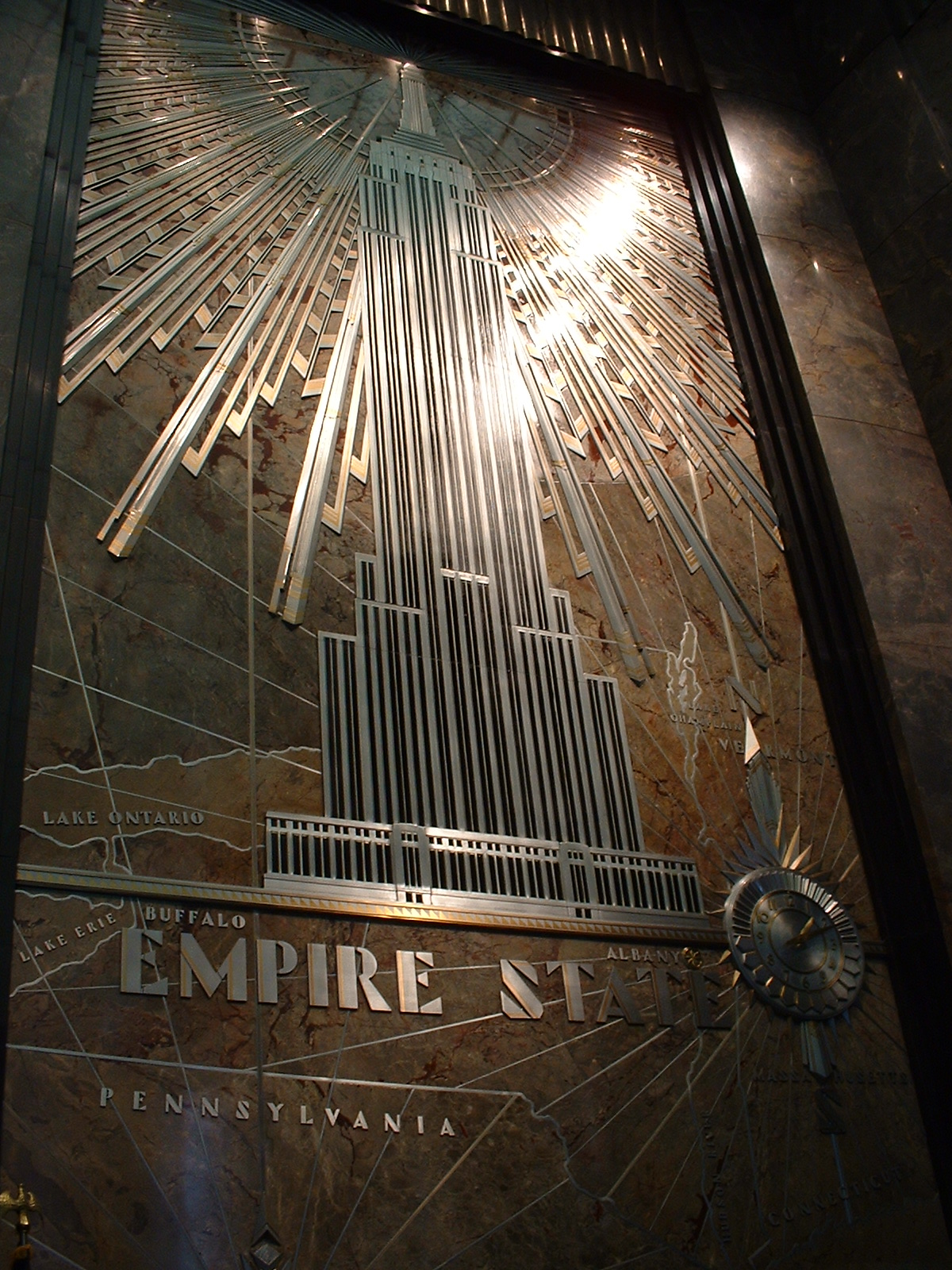
Interiördetalj
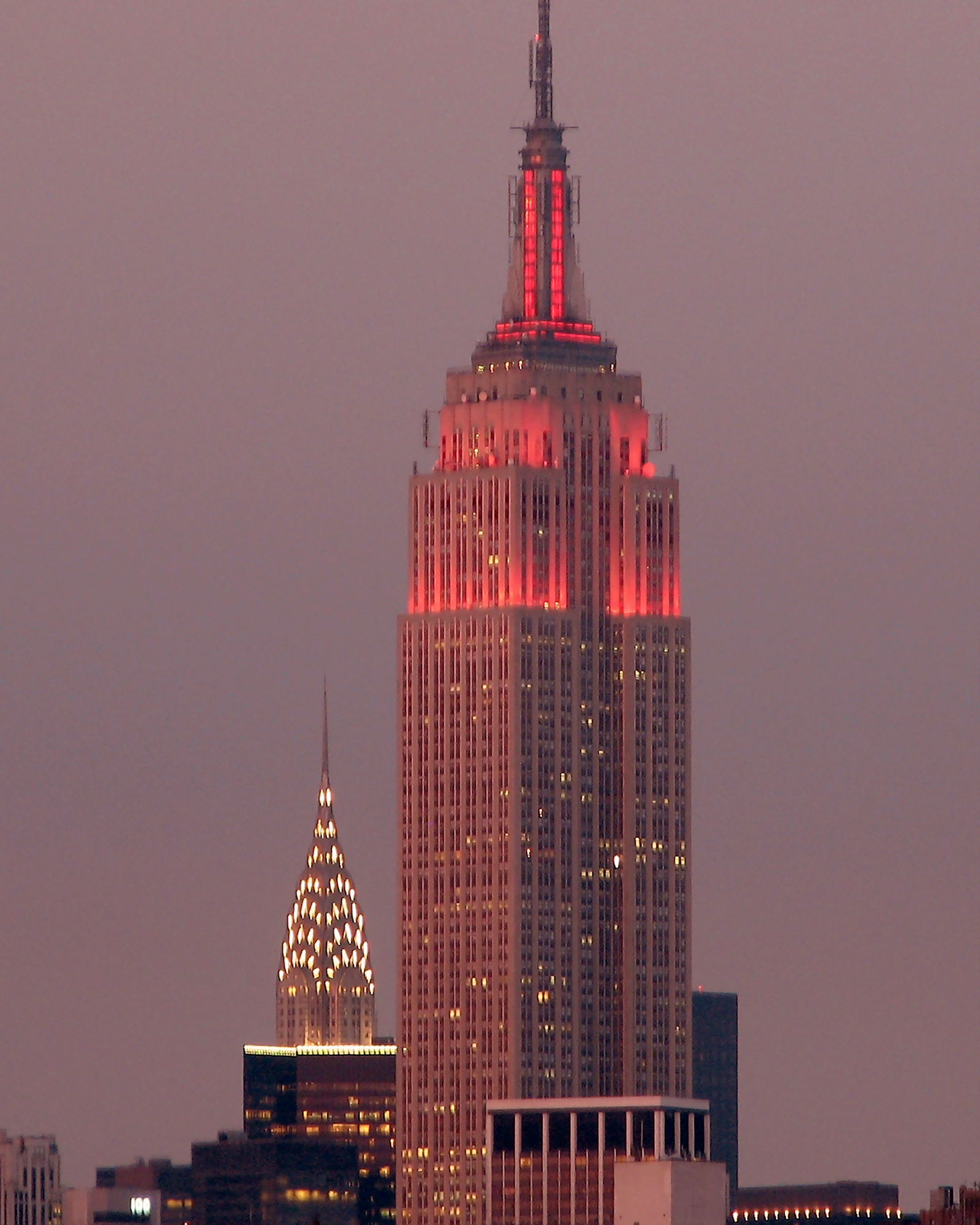
Chrysler Building syns i bakgrunden.